# رومئو جووانینی
رومئو جووانینی (انگلیسی: Romeo Giovannini؛ زادهٔ ۲۸ سپتامبر ۲۰۰۱) بازیکن فوتبال اهل ایتالیا است.